# Бураковський Андрій Омелянович
Андрій Омелянович Бураковський (7 березня 1909, місто Гомель, тепер Білорусь — ?) —  радянський і партійний діяч, секретар Полтавського обкому КП(б)У, 1-й секретар Ленінського районного комітету КП(б)У міста Полтави.

## Життєпис
Член ВКП(б).
З вересня 1936 року — в Червоній армії.
На 1940—1941 роки — 1-й секретар Ленінського районного комітету КП(б)У міста Полтави.
З 16 травня по серпень 1941 року — секретар Полтавського обласного комітету КП(б)У з транспорту.
З 1941 року — в Червоній армії, учасник німецько-радянської війни. Служив на політичній роботі у Військовій раді 6-ї армії Південно-Західного фронту.

## Звання
- старший технік-лейтенант

## Нагороди
- медаль «За перемогу над Німеччиною у Великій Вітчизняній війні 1941—1945 рр.» (1945)
- медалі